# Paolo Telesforo
Paolo Telesforo (Foggia, 1884 – Foggia, 1978) è stato un politico italiano.

## Biografia
Nato a Foggia nel 1884, esercitò la professione di farmacista presso la sua farmacia fondata nel 1908.
Legato alla destra, conservatore, aderì al Fronte dell'Uomo Qualunque e nel 1946 venne eletto nel primo consiglio comunale della città di Foggia. Dal maggio 1948 al marzo 1950 fu sindaco della città, nonché uno degli eletti di quella lista in un capoluogo di provincia italiano, seguito da Vito Ciampoli nel 1950.